# Otho Holland

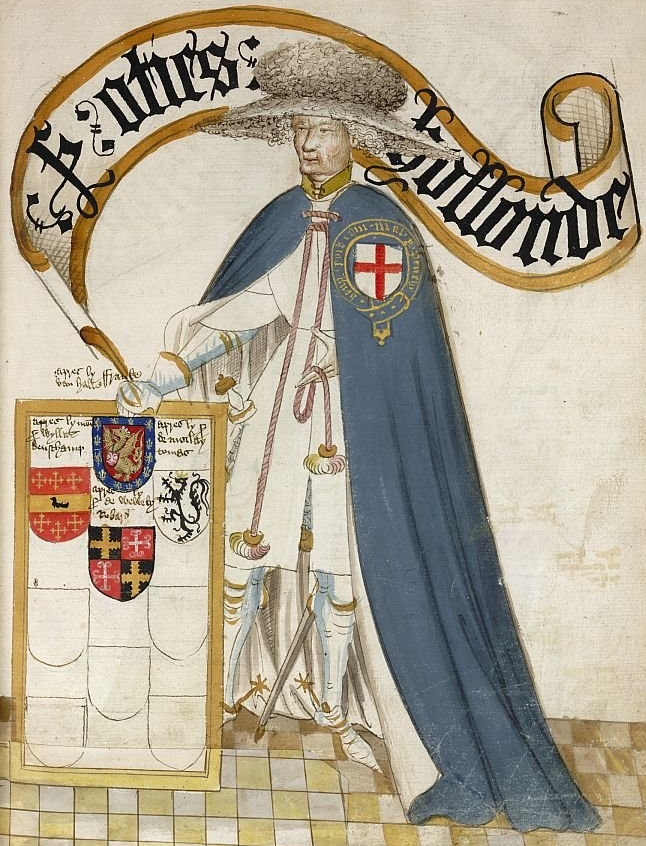
Otho Holland

Otho Holland (Brackley, 1316 – 3 settembre 1359) è stato un nobile e cavaliere medievale inglese, cofondatore dell'Ordine della giarrettiera.

## Biografia
Era figlio di Robert de Holland, I barone di Holand e di Maud la Zouche, figlia di Alan la Zouche, I barone la Zouche.
È talvolta chiamato Otes o Eton Holand o Holland. 
Nacque a Brackley nel Northamptonshire. Suo padre venne assassinato dai lancasteriani quando Otho aveva dodici anni.
Si unì al fratello Thomas Holland, I conte di Kent nella spedizione in Normandia voluta da Edoardo III d'Inghilterra nel 1346 e combatté nella battaglia di Caen. Ivi il conestabile di Francia Raoul II di Brienne si arrese e si consegnò ai fratelli Holland. Tornato in Inghilterra Otho venne messo a guardia del prigioniero fino a quando venne pagato il riscatto, ma pare che lo stesso Otho lo abbia poi accompagnato a Calais, affinché potesse procurarsi la somma richiesta. 
Nel 1348 venne investito col fratello del titolo di cavaliere fondatore dell'ordine della giarrettiera. 
Nel 1355 seguì di nuovo il fratello in guerra partecipando alla campagna militare in Francia. Venne tuttavia fatto prigioniero e tornò in libertà solo dopo pagamento di riscatto. 
Venne fatto governatore delle Isole del Canale nel 1359 e morì quello stesso anno in Normandia. Non avendo figli legittimi, le sue proprietà vennero divise tra i fratelli Thomas e Robert.